# Izan Guevara
Izan Guevara Bonnin (Palma de Mallorca, 2004. június 28. –) spanyol motorversenyző, a Pramac Yamaha Moto2 versenyzője a Moto2-es világbajnokságon, 2020-ban Moto3-as junior világbajnoksági, míg 2022-ben Moto3-as világbajnoki címet szerzett.

## Pályafutása
2009-ben a Cuna de Campeones csapatával az Európai Tehetségkupán indult, ahol a szezon végén megszerezte a bajnoki címet. 2020-ban a FIM Moto3 junior világbajnokságon és a Red Bull Rookies Kupán vett részt, ahol az előbbiben bajnoki címet szerzett. A második jerezi futamon megszerezte első győzelmét, amelyet hét egymást követő dobogós sorozat követett. A három aragóniai győzelem mellett a valenciai első versenyen is nyerni tudott.
2021-ben mutatkozott be a MotoGP Moto3-as kategóriájában a GasGas Aspar Team csapatánál. Az Amerika nagydíjon megszerezte első győzelmét a kategóriában.  2022-ben maradt a csapatnál és a szezon első versenyhétvégéjén Katarban első pole-ját szerezte meg. Másnap a bemelegítő edzés előtt jelentették be, hogy felelőtlen motorozásért a mezőny végére sorolták, ráadásul a verseny során egy hosszú körös büntetést is le kell töltenie. A spanyol versenyen az első helyről rajtolt, de azt hamar elvesztette, majd az utolsó kanyarban visszaszerezte az első pozíciót és megnyerte a futamot. 2022 október elején jelentették be, hogy 2023-ban a Moto2-be lép fel és Jake Dixon csapattársa lesz az Aspar csapatánál.
A 2023-as éve nem volt kiemelkedő, de a következő szezonban Malajziában első dobogóját ünnepelhette a kategóriában. 2024. november 18-án jelentették be, hogy 2025-ben marad a Moto2-ben, de már a Pramac Yamaha Moto2-es csapatánál folytatja.

## Eredményei

### Statisztika
| Szezon   | Géposztály | Motor    | Csapat              | Versenyek | Győzelem | Dobogó | Pole | LKör | Pont | Helyezés |
| -------- | ---------- | -------- | ------------------- | --------- | -------- | ------ | ---- | ---- | ---- | -------- |
| 2021     | Moto3      | Gas Gas  | GasGas Aspar Team   | 18        | 1        | 1      | 0    | 4    | 125  | 8.       |
| 2022     | Moto3      | Gas Gas  | GasGas Aspar Team   | 20        | 7        | 12     | 5    | 2    | 319  | 1.       |
| 2023     | Moto2      | Kalex    | GasGas Aspar Team   | 18        | 0        | 0      | 0    | 0    | 20   | 22.      |
| 2024     | Moto2      | Kalex    | CFMoto Aspar Team   | 20        | 0        | 1      | 0    | 0    | 69   | 17.      |
| 2025     | Moto2      | Kalex    | Pramac Yamaha Moto2 | 0         | 0        | 0      | 0    | 0    |      |          |
| Összesen | Összesen   | Összesen | Összesen            | 76        | 8        | 14     | 5    | 6    | 533  |          |

* Szezon folyamatban.

### Teljes MotoGP-eredménylistája
(Táblázat értelmezése)

(Félkövér: pole-pozícióból indult; dőlt: leggyorsabb kört futott) 

| Év   | Géposztály | Motor   | 1   | 2   | 3   | 4   | 5   | 6   | 7   | 8   | 9   | 10  | 11  | 12  | 13  | 14  | 15  | 16  | 17  | 18  | 19  | 20  | Helyezés | Pont |
| 2021 | Moto3      | Gas Gas | QAT | DOH | POR | ESP | FRA | ITA | CAT | GER | NED | STY | AUT | GBR | ARA | RSM | AME | EMI | ALG | VAL |     |     | 8.       | 125  |
| ---- | ---------- | ------- | --- | --- | --- | --- | --- | --- | --- | --- | --- | --- | --- | --- | --- | --- | --- | --- | --- | --- | --- | --- | -------- | ---- |
| 2021 | Moto3      | Gas Gas | 7   | 6   | 24  | 11  | 14  | 17  | Ki  | 10  | 12  | 14  | 8   | 4   | 4   | 12  | 1   | 12  | 5   | 7   |     |     | 8.       | 125  |
| 2022 | Moto3      | Gas Gas | QAT | IND | ARG | AME | POR | ESP | FRA | ITA | CAT | GER | NED | GBR | AUT | RSM | ARA | JPN | THA | AUS | MAL | VAL | 1.       | 319  |
| 2022 | Moto3      | Gas Gas | 8   | 2   | Ki  | 7   | 5   | 1   | 3   | 2   | 1   | 1   | 2   | Ki  | 7   | 3   | 1   | 1   | 5   | 1   | 12  | 1   | 1.       | 319  |
| 2023 | Moto2      | Kalex   | POR | ARG | AME | ESP | FRA | ITA | GER | NED | GBR | AUT | CAT | RSM | IND | JPN | IND | AUS | THA | MAL | QAT | VAL | 22.      | 20   |
| 2023 | Moto2      | Kalex   |     |     | 21  | 22  | 22  | 18  | Ki  | Ki  | 21  | 13  | 25  | Ki  | 13  | 14  | 21  | 6   | 9   | Ki  | 23  | Ki  | 22.      | 20   |
| 2024 | Moto2      | Kalex   | QAT | POR | AME | ESP | FRA | CAT | ITA | NED | GER | GBR | AUT | ARA | RSM | EMI | IDN | JPN | AUS | THA | MAL | SLD | 17.      | 69   |
| 2024 | Moto2      | Kalex   | Ki  | 22  | 20  | 12  | 10  | Ki  | 8   | 19  | 13  | 20  | 12  | Ki  | 21  | 13  | Kiz | 10  | 16  | 6   | 3   | 7   | 17.      | 69   |

* A szezon jelenleg is tart.